# Aleksandr Dogadow
Aleksandr Iwanowicz Dogadow (ros. Александр Иванович Догадов, ur. 8 sierpnia?/20 sierpnia 1888 w guberni kazańskiej, zm. 26 października 1937) – radziecki działacz partyjny, państwowy i związkowy, członek KC RKP(b)/WKP(b) (1924-1930).

## Życiorys
Od 1903 pracował w fabryce w Kazaniu, 1905 wstąpił do SDPRR, bolszewik, 1907 aresztowany i zesłany, 1909 zbiegł. Prowadził działalność partyjną w Bałachnie, Baku, Petersburgu i Wołogdzie, był sekretarzem związku metalowców i członkiem Centralnego Biura Rady Związków Zawodowych, 1915-1917 służył w rosyjskiej armii. W 1917 był przewodniczącym kolejno komitetu brygadowego, komitetu dywizyjnego i komitetu armijnego, od lutego 1918 przewodniczący Rady Związków Zawodowych w Kazaniu, brał udział w wojnie domowej, członek Prezydium Sownarchozu Guberni Kazańskiej, ludowy komisarz pracy Tatarskiej ASRR. 1921-1929 sekretarz i członek Prezydium Wszechzwiązkowej Centralnej Rady Związków Zawodowych, przedstawiciel tej rady w Radzie Pracy i Obrony RFSRR, członek Biura Profinternu, od 16 marca 1921 do 27 marca 1922 zastępca członka Centralnej Komisji Kontrolnej RKP(b). Od 31 maja 1924 do 26 czerwca 1930 członek KC RKP(b)/WKP(b), od 2 czerwca 1924 do 26 czerwca 1930 członek Biura Organizacyjnego KC RKP(b)/WKP(b), 1929-1930 I sekretarz Wszechzwiązkowej Centralnej Rady Związków Zawodowych, 1930-1931 zastępca przewodniczącego Najwyższej Rady Gospodarki Narodowej ZSRR. Od 13 lipca 1930 do 26 stycznia 1934 zastępca członka KC WKP(b), od 13 lipca 1930 do 2 października 1932 zastępca członka Biura Organizacyjnego KC WKP(b), od 1931 do 15 stycznia 1934 przewodniczący Zakaukaskiej Krajowej Komisji Kontrolnej WKP(b), 1931-1934 ludowy komisarz inspekcji robotniczo-chłopskiej ZFSRR. Od 4 lutego 1932 do 26 stycznia 1934 zastępca członka Prezydium Centralnej Komisji Kontrolnej WKP(b), od 11 lutego 1934 do 21 czerwca 1937 członek Komisji Kontroli Radzieckiej przy Radzie Komisarzy Ludowych ZSRR, pełnomocnik tej komisji w obwodzie swierdłowskim.
21 czerwca 1937 aresztowany, 26 października 1937 skazany na śmierć przez Wojskowe Kolegium Sądu Najwyższego ZSRR pod zarzutem udziału w antyradzieckiej organizacji terrorystycznej i rozstrzelany. 14 lipca 1956 pośmiertnie zrehabilitowany.